# جو دوز
جو دوز (29 أغسطس 1970 - ) (بالإنجليزية: Joe Dawes)‏ هو لاعب كريكت أسترالي.

## وصلات خارجية
- جو دوز على موقع إي آس بي آن كريك إنفو (الإنجليزية)